# Holzberg, Denkiehäuser Wald, Heukenberg
Der Holzberg, Denkiehäuser Wald, Heukenberg ist ein Naturschutzgebiet in der Stadt Stadtoldendorf und den Gemeinden Deensen, Heinade und Wangelnstedt im Landkreis Holzminden und der Stadt Dassel im Landkreis Northeim.

## Allgemeines
Das Naturschutzgebiet mit dem Kennzeichen NSG HA 150 ist circa 810 Hektar groß. Der größte Teil ist Bestandteil des FFH-Gebiets „Holzberg bei Stadtoldendorf, Heukenberg“, der im Landkreis Holzminden liegende Teil des Naturschutzgebietes außerdem größtenteils Bestandteil des EU-Vogelschutzgebietes „Sollingvorland“. Es grenzt nach Nordwesten und Nordosten größtenteils an das Landschaftsschutzgebiet „Sollingvorland-Wesertal“. Das bisherige, rund 375 Hektar große Naturschutzgebiet „Holzbergwiesen“ im Landkreis Holzminden und das bisherige, 42,5 Hektar große Naturschutzgebiet „Heukenberg“ sowie Teile des Landschaftsschutzgebietes „Sollingvorland-Wesertal“ gingen im Naturschutzgebiet „Holzberg, Denkiehäuser Wald, Heukenberg“ auf. Das Gebiet steht seit dem 20. Dezember 2018 unter Naturschutz. Zuständige untere Naturschutzbehörden sind die Landkreise Holzminden und Northeim.

## Beschreibung
Das Naturschutzgebiet liegt südöstlich von Stadtoldendorf. Es umfasst Teile von Hasenberg und Waseberg, Hänge des Holzberges, den Heukenberg sowie die Holzbergwiesen zwischen Holzberg und Stadtoldendorf.

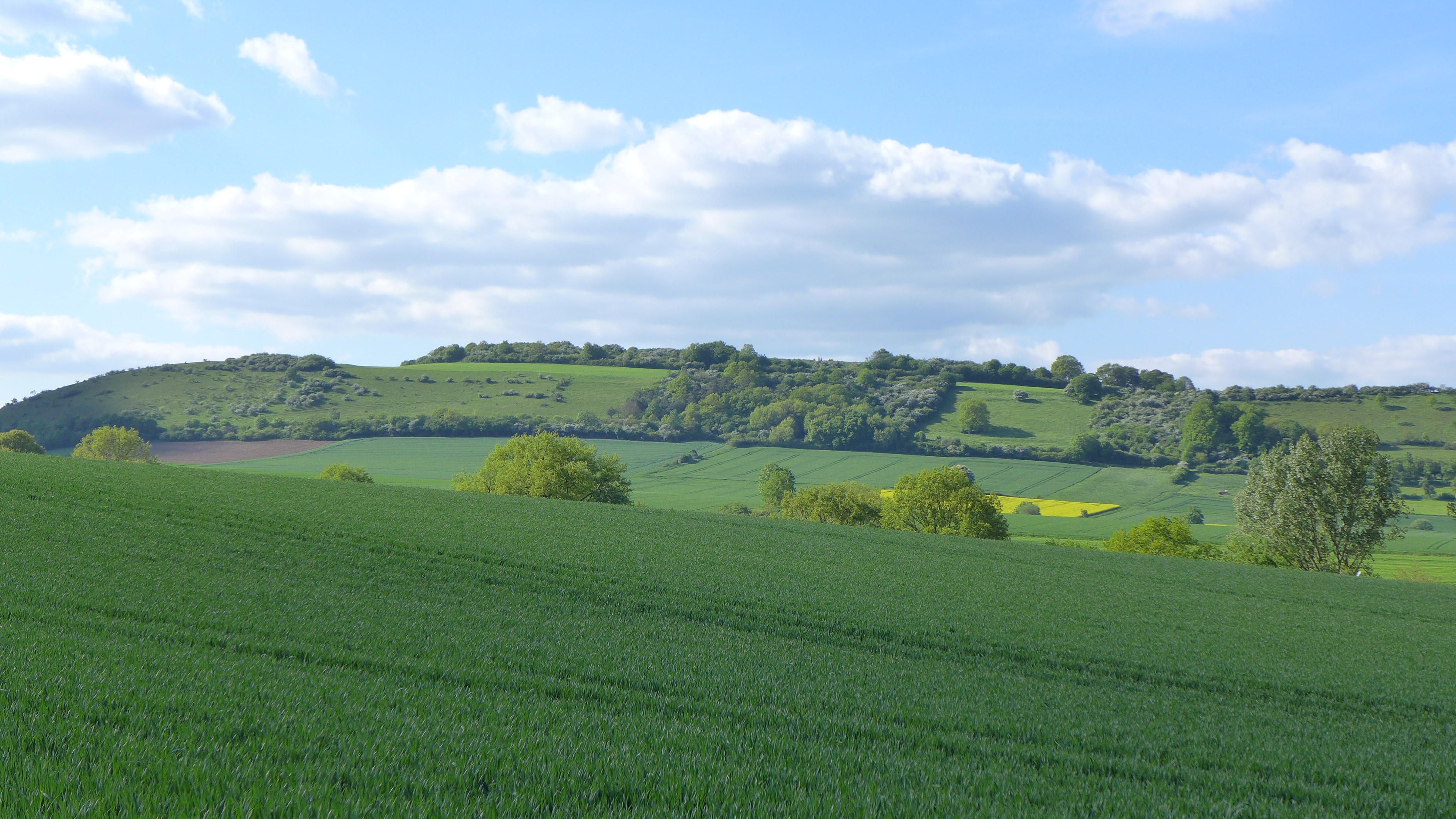
Heukenberg

Das Naturschutzgebiet stellt auf Kalkgesteinen des Holzberges, des Denkiehäuser Waldes und des Heukenberges stockende Wälder und daran angrenzende, großflächige Grünlandkomplexe an den Oberhängen der Berge unter Schutz.
Die Wälder sind großflächig als naturnahe Schlucht- und Hangmischwälder mit der Rotbuche als dominierende Baumart ausgeprägt. Dazu gesellen sich Spitz- und Bergahorn, Esche, Vogelbeere und Elsbeere. In der Krautschicht siedeln u. a. Ähriges Christophskraut, Ausdauerndes Silberblatt und Gewöhnlicher Wurmfarn. Weiterhin sind Buschwindröschen, Gelbes Windröschen, Gewöhnliche Goldnessel, Hohe Schlüsselblume, Vielblütige Weißwurz, Waldveilchen, Waldbingelkraut, Waldmeister, Bärlauch, Waldsegge, Waldflattergras, Einblütiges Perlgras und Waldgerste zu finden. In Felsspalten siedeln u. a. Braunstieliger Streifenfarn, Zerbrechlicher Blasenfarn, Kalkblaugras, Trugzahnmoos, Pappelkurzbüchsenmoos, Echtes Seidenmoos, Glattes Neckermoos, Kleines Schiefmundmoos und Kleine Felskresse. Wälder und Felsen an den Steilhängen im Nordwesten des Holzberges sind weitgehend unberührt geblieben. Auf besonders trockenwarmen, flachgründigen Standorten sind Orchideen-Kalkbuchenwälder ausgeprägt. Sie sind überwiegend ihrer natürlichen Entwicklung überlassen. In der Krautschicht sind u. a. Weißes Waldvöglein, Braunrote Stendelwurz, Kleinblättrige Stendelwurz, Echte Schlüsselblume, Schwalbenwurz, Fingersegge und Kalkblaugras zu finden. Eine Besonderheit im Naturschutzgebiet sind Vorkommen des Gelben Frauenschuhs. Bachläufe werden von Kalktuffquellen gespeist, an denen u. a. Starknervmoos siedelt. Die Bachläufe werden durch schmale Auwälder mit Erlen und Eschen und Hochstaudenfluren gesäumt. In der Krautschicht der Auwälder siedeln u. a. Sumpfsegge, Rasenschmiele, Wechsel- und Gegenblättriges Milzkraut, Bachnelkenwurz und Bergehrenpreis. Die Wälder im Naturschutzgebiet verfügen über einen hohen Alt- und Totholzanteil.
An die Wälder schließen sich vielfach großflächige Grünlandkomplexe an, die an den Oberhängen durch Hecken, Gebüsche und Feldgehölze gegliedert sind. Hier siedeln Glatthafer, Echte Schlüsselblume, Hohe Schlüsselblume, Wiesenglockenblume, Wiesenlabkraut, Herbstzeitlose, Aufrechte Trespe, Kleiner Wiesenknopf, Frauenmantel, Wiesensalbei, Schlitzblättriger Hainhahnenfuß, Ährige Teufelskralle und Hopfenklee. Teilweise sind orchideenreiche Kalkmagerrasen u. a. mit Fiederzwenke, Aufrechter Trespe, Golddistel und Kleinem Wiesenknopf ausgebildet. In den Holzbergwiesen im Nordwesten des Naturschutzgebietes, die überwiegend als Wiesen und Weiden genutzt werden, sind Kalk-Quellsümpfe mit Klein- und Großseggenrieden, feuchten Hochstaudenfluren und Röhrichten ausgebildet. Hier siedeln u. a. Schuppenfrüchtige Gelbsegge, Breitblättriges Wollgras, Breitblättriges Knabenkraut, Sumpfdreizack, Sumpfherzblatt, Sumpfstendelwurz und Zusammengedrückte Quellbinse.
Das Naturschutzgebiet ist Lebensraum u. a. für Wildkatze, die Fledermausarten Großes Mausohr und Kleine Bartfledermaus, die Vogelarten Schwarz-, Grau- und Kleinspecht, Uhu, Rot- und Schwarzmilan, Schwarzstorch, Neuntöter und Graureiher, die Reptilien Zauneidechse und Schlingnatter, verschiedene Schmetterlingsarten sowie verschiedene Schnecken, darunter die Schmale Windelschnecke.